# Allerston
Allerston is een civil parish in het bestuurlijke gebied Ryedale, in het Engelse graafschap North Yorkshire met 302 inwoners.